# La Panhypocrisiade
 (mars 2023).
Si vous disposez d'ouvrages ou d'articles de référence ou si vous connaissez des sites web de qualité traitant du thème abordé ici, merci de compléter l'article en donnant les références utiles à sa vérifiabilité et en les liant à la section « Notes et références ».

La Panhypocrisiade, ou la comédie infernale du XVIe siècle est un poème français en 16 chants de Népomucène Lemercier, composé pour l'essentiel sous le Consulat mais publié seulement en 1819.
C'est un ouvrage étrange, déjà nettement romantique, « une sorte de chimère littéraire, dit Victor Hugo, une espèce de monstre à trois têtes, qui chante, qui rit et qui aboie. » La critique ne fut pas tendre pour cette œuvre étonnante. « Il y a dans cette œuvre, écrivit Charles Nodier dans Le Journal des Débats, tout ce qu'il fallait de ridicule pour gâter toutes les épopées de tous les siècles, et, à côté de cela, tout ce qu'il fallait d'inspiration pour fonder une grande réputation littéraire. Ce chaos monstrueux de vers étonnés de se rencontrer ensemble rappelle de temps en temps ce que le goût a de plus pur. C'est quelquefois Rabelais, Aristophane, Lucien, Milton, à travers le fatras d'un parodiste de Chapelain. »
Le poème fait surtout penser aux Tragiques d'Agrippa d'Aubigné, dont il retrouve les accents d'indignation et la poésie étrange et souvent presque hallucinée. Il met en scène, autour de Charles IX et de François Ier, les scènes et les personnages des Guerres de Religion, censées être représentés par des démons sur la scène d'un théâtre imaginaire : dialogue du connétable de Bourbon et de la Conscience, Entretien de la Fourmi et de la Mort, Plainte du chêne abattu par des soldats, Dispute de Luther et du Diable, Conversation de Rabelais et de la Raison, le Champ de bataille de Pavie...
Le passage sur Rabelais donne une idée du style surprenant de ce poème inclassable :
C'est Carême-Prenant, que l'orgueil mortifie :
Son peuple, ichtyophage, efflanqué, vaporeux,
A l'oreille qui tinte et l'esprit rêve-creux.
Envisage non loin ces zélés Papimanes,
Qui, sur l'amour divin, sont plus forts que des ânes,
Et qui, béats fervents, engraissés de tous biens,
Rôtissent mainte andouille et maints luthériens.
Ris de la nation des moines gastrolâtres :
Aperçois-tu le dieu dont ils sont idolâtres ?
Ce colosse arrondi, grondant, sourd, et sans yeux,
Premier auteur des arts cultivés sous les cieux,
Seul roi des volontés, tyran des consciences,
Et maître ingénieux de toutes les sciences,
C'est le ventre ! le ventre ! Oui, messire Gaster
Des hommes de tout temps fut le grand magister,
Et toujours se vautra la canaille insensée
Pour ce dieu, dont le trône est la selle percée.
J'en pleure et ris ensemble ; et tour à tour je crois
Retrouver Héraclite et Démocrite en moi.
Hu ! hu ! dis-je en pleurant, quoi ! ce dieu qui digère,
Quoi ! tant d'effets si beaux, le ventre les opère !
Hu ! hu ! lamentons-nous ! hu ! quels honteux destins,
De nous tant agiter pour nos seuls intestins !
Hu ! hu ! hu ! de l'esprit quel pitoyable centre !
L'homme en tous ses travaux a donc pour but le ventre !
Mais tel que Grand-Gousier pleurant sur Badebec,
Se tournant vers son fils sent ses larmes à sec ;
Hi ! hi ! dis-je en riant, hi ! hi ! hi ! quel prodige,
Qu'ainsi depuis Adam le ventre nous oblige
À labourer, semer, moissonner, vendanger,
Bâtir, chasser, pêcher, combattre, naviguer,
Peindre, chanter, danser, forger, filer et coudre,
Alambiquer, peser les riens, l'air et la poudre,
Être prédicateurs, poètes, avocats,
Titrer, mitrer, bénir, couronner des Midas,
Nous lier à leur cour comme à l'unique centre,
Hi ! hi ! tout cela, tout, hi ! hi ! hi ! pour le ventre !